# آگراندیسمان
آگراندیسمان (به انگلیسی: Blowup) یازدهمین فیلم میکل‌آنجلو آنتونیونی است که بر پایهٔ داستان کوتاهی از خولیو کورتاسار ساخته شد. آنتونیونی در این فیلم به گرایش‌های آوانگارد هنری در دهه ۶۰ می‌پردازد و تفکرات هنری این دوره را از منظری دیگر به نمایش می‌گذارد. آگراندیسمان اولین فیلم انگلیسی‌زبان آنتونیونی بود.

## خلاصه داستان

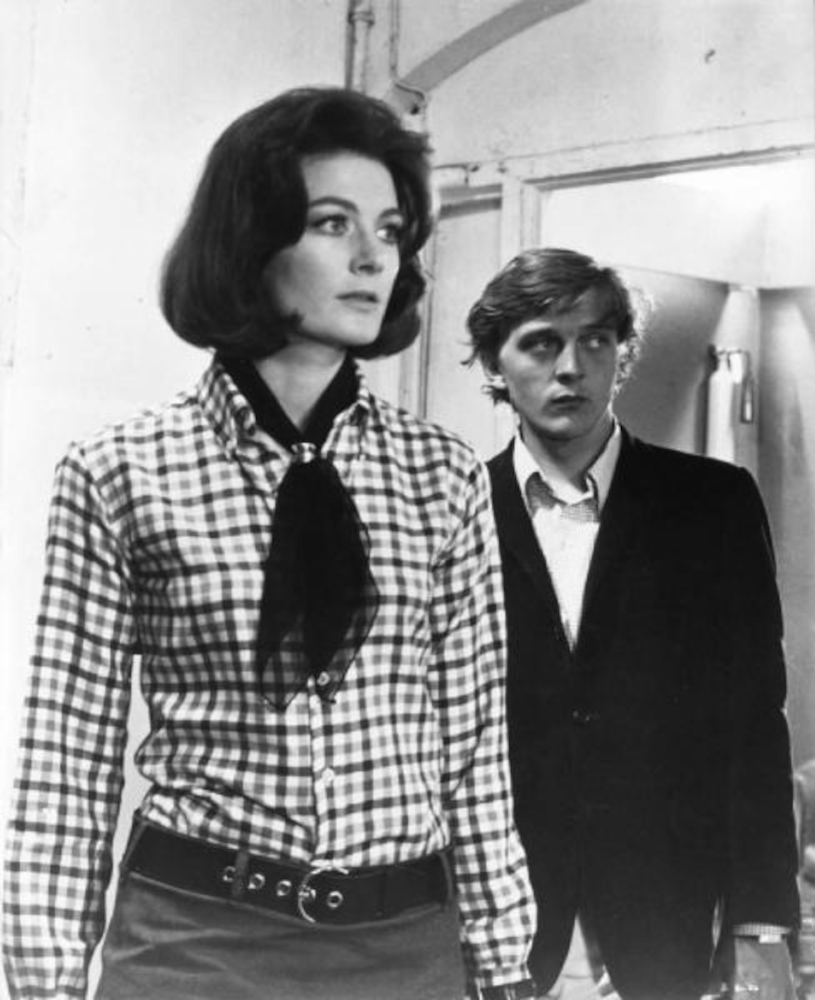
عکس های ثابت از فیلم Blow-Up. انفجار ونسا ردگریو و دیوید همینگز اثر میکل آنجلو آنتونیونی از داستان «خراش‌های شیطان» نوشته خولیو کورتازار الهام گرفته شده است. این فیلم برنده نخل طلای جشنواره فیلم کن در سال 1967 شد. دیوید همینگز، نقش قهرمان داستان توماس و ونسا ردگریو، جین را بازی می کند. مکان و تاریخ فیلمبرداری: لندن، بریتانیا، 1966 مواد/تکنیک: ژلاتین برمید نقره/کاغذ ابعاد: 20 x 25 مکان: Cinisello Balsamo (MI)، موزه عکاسی معاصر، صندوق Lanfranco Colombo، CLM_104_ST_V

توماس که به حرفهٔ عکاسی مشغول است و در زندگی‌اش به پوچی رسیده‌است، به‌طور اتفاقی از یک زوج در پارکی عکس می‌گیرد. زن پس از دیدن عکاس، از او می‌خواهد که نگاتیو عکس گرفته شده را به او بدهد؛ توماس نیز با حیله، نگاتیو دیگری را به او می‌دهد و نگاتیو اصلی را برای خودش نگه می‌دارد. او سپس، وقتی عکس را برای خودش ظاهر می‌کند، با بزرگ‌نمایی آن، متوجه صحنهٔ قتلی در تصویر می‌شود و شب، جسدی را در آن پارک می‌یابد؛ اما صبح روز بعد، هنگامی که به پارک برمی‌گردد، می‌بیند که هیچ جسدی آنجا نیست!

## تفسیر
در این فیلم از رنگ به صورت نمادین استفاده شده است. این فیلمی انتزاعی و گیج‌کننده درباره یک عکاس مد در لندن “سوینگینگ” است که به نظر می‌رسد ناخواسته صحنه قتلی را در پس‌زمینه تعدادی عکس تصادفی که از یک زن ناشناس در پارک گرفته است، ثبت کرده باشد. همانطور که او عکس‌های “بزرگ‌شده” را در مقیاس‌های بزرگتر و بزرگتر بررسی می‌کند، واقعیت عینی به انتزاع خالص تبدیل می‌شود و فیلم در نهایت به این نکته اشاره می‌کند که تجربه مدرن، حتی (یا شاید به خصوص) زمانی که در فیلم به تصویر کشیده می‌شود، قابل تفسیر نیست و بنابراین بی‌معنی است.